# XI Concili de Toledo
L'XI Concili de Toledo fou una reunió o sínode dels bisbes de la província de la Cartaginense, al Regne de Toledo, convocada pel rei Vamba el 675. La major part de les seves disposicions foren de disciplina eclesiàstica.
Fou iniciat el 7 de novembre del 675 a l'església de Santa Maria i hi van assistir disset bisbes personalment i altres dos representats pels seus diaques (els de Segòvia i Ercavica o Ergàvica o Arcàvica), a més de cinc abats.